# Nederlandse Dansdagen
Nederlandse Dansdagen is een jaarlijks terugkerend dansfestival dat plaatsvindt in het eerste weekend van oktober in de stad Maastricht. 
De Nederlandse Dansdagen zet zich in voor het erfgoed, de actualiteit en de toekomst van Nederlandse dans. Met als hoogtepunt het jaarlijks terugkerend festival dat plaatsvindt in en vanuit Maastricht. 
Tijdens de Nederlandse Dansdagen wordt de ongekende diversiteit en kwaliteit van de Nederlandse dans met het publiek gevierd. Het festival toont een scala aan dansvoorstellingen en het beste van de Nederlandse dans: Van klassiek ballet tot urban, van avant-garde tot moderne dans, van meester tot jong talent en van performance art tot dans voor een jong publiek. 
Maastricht als thuisbasis levert zowel een unieke festivalsfeer met adembenemende performances op als een diepgaande dialoog over dans. Op het ene moment manifesteert het festival zich elegant en feestelijk, het andere moment zijn ze rauw en laagdrempelig, en soms allebei dwars door elkaar. Dansers, choreografen en producenten praten ongedwongen bij, maar kraken ook harde noten over de stand van zaken in de sector. Publiek van jong tot oud beweegt tussen zalen, festivallocaties in de stad en de Danstent op het Vrijthof. Op allerlei plekken ontstaan gesprekken over de kracht van dans, de prestaties van makers en de bijzondere verhalen die zij over het voetlicht brengen.  

## Geschiedenis
In 1998 werd het festival Nederlandse Dansdagen opgericht door Theater aan het Vrijthof, NTR (destijds NPS) en de gezamenlijke dansgezelschappen. Het festival richtte zich op de meest succesvolle producties van het afgelopen seizoen en was daarmee de uitgelezen kans om nogmaals of nog net op tijd de beste Nederlandse dansvoorstellingen van afgelopen seizoen te zien. 
Sinds 2009 heeft het festival een vaste programmaredactie. Het aanbod veranderde toen van een afspiegeling van afgelopen seizoen naar een verrassende en innoverende selectie van dansvoorstellingen geprogrammeerd door een redactie. 
Festival Nederlandse Dansdagen beleefde in 2015 haar 18e editie. Het festival vond verspreid over de hele stad Maastricht plaats, doordat gebruik gemaakt werd van meerdere theaters, verrassende locaties en de openbare ruimte. Voor het aanvullende festivalprogramma werden nieuwe onderdelen ontwikkeld, zoals debatten, exposities, masterclasses, amateurdansprojecten, locatievoorstellingen, films, dansen, eten en drinken.
In 2017 vierde Festival de Nederlandse Dansdagen haar 20-jarig bestaan. Vier dagen lang presenteerde het festival in Maastricht de top van de Nederlandse dans, variërend van urban dance en avant-garde tot moderne dans en klassiek ballet, van gevestigde gezelschappen zoals het Nederlands Dans Theater en Scapino Ballet tot opkomende Nederlandse choreografen.

## Missie & Visie

### Missie
De Nederlandse Dansdagen streeft ernaar de stem van dans en de danskunstenaar luider te laten klinken. Daarnaast zet de Nederlandse Dansdagen de kracht van dans in om de samenleving in beweging te brengen rond maatschappelijke thema’s, het daagt uit tot nadenken, praten, discussiëren en handelen. 
Tijdens de Nederlandse Dansdagen wordt er jaarlijks het erfgoed, de actualiteit en de toekomst centraal gesteld. Zowel in nationale als internationale context. Het publiek en de dansprofessional krijgt een divers overzicht van de bijdrage die dans heeft geleverd, levert en in de toekomst zal leveren aan cultuur en de maatschappij in het algemeen, zowel tijdens het festival als door het jaar heen.
De Nederlandse Dansdagen vergroot de waardering en betrokkenheid van het publiek voor de Nederlandse dans, jaagt de innovatie binnen de dans aan en levert een duurzame bijdrage aan het diverse danslandschap in Nederland.

### Visie
De Nederlandse Dansdagen heeft zich de laatste jaren ontwikkeld tot een festival voor grens-overschrijdende dans. Grenzen vervagen tussen disciplines en genres, tussen choreograaf en danser, tussen performer en publiek, tussen podium en publieke ruimte, en tussen landen. Voor dit alles maken we ruimte op ons festival.

## Prijzen
Tijdens de Nederlandse Dansdagen worden traditiegetrouw de belangrijkste Dansprijzen van Nederland uitgereikt, namelijk: De Innovatieprijs Nederlandse Dansdagen Maastricht en de VSCD-Dansprijzen (de Zwanen en de Jonge Zwanen). Daarnaast reikt de Nederlandse Dansdagen ook de Dansspeld uit en is het een van de initiatiefnemers van de Jiří Kylián Ring. 

### Innovatieprijs Nederlandse Dansdagen Maastricht
In 2022 voegde de Nederlandse Dansdagen de toenmalige twee festivalprijzen (Prijs van de Nederlandse Dansdagen Maastricht en Prijs van de Nederlandse Dansdagen Jong Publiek) samen tot één stimuleringsprijs, de Innovatieprijs Nederlandse Dansdagen Maastricht. De prijs brengt actuele ontwikkelingen en uitzonderlijk talent van voor het voetlicht. 
Deze stimuleringsprijs stelt een met ondersteuning van de Gemeente Maastricht geldbedrag van €25.000,- beschikbaar om de winnaar meer slagkracht te geven in het produceren van zijn ideeën. Het nieuwe werk of creatieproces zal tijdens de daaropvolgende editie van de Nederlandse Dansdagen voor het eerst worden gepresenteerd. 
Nominaties voor de prijs worden aangedragen door dansliefhebbers en dansprofessionals middels een algemene oproep. 
Een jury nomineert uit de inzendingen uiteindelijk drie makers die hun idee voor een nieuwe voorstelling zullen pitchen. De choreograaf met het beste, meest innovatieve idee gaat met de prijs naar huis en kan aan de slag met het creëren van een nieuw werk. In aanloop naar het première moment tijdens de Nederlandse Dansdagen 2025, krijgt de winnende maker ook een plek op de festivals schrit_tmacher en The Notorious IBE.

### VSCD Zwanen
De Dansprijzen van de VSCD (de Vereniging van Schouwburg- en Concertgebouwdirecties) zijn al sinds 2003 verbonden aan de Nederlandse Dansdagen en worden uitgereikt tijdens het Nederlandse Dansdagen Gala. Een feestelijke avond waarmee het festival officieel wordt geopend.
Sinds de jubileumeditie van de Nederlandse Dansdagen in 2022 wordt deze feestelijke avond versterkt met de uitreiking van de Jonge Zwanen voor dansproducties voor een jong publiek. De Jonge Zwanen zijn op initiatief van het gehele jeugddansveld tot stand gekomen, als erkenning voor de kwaliteit en het innovatieve vermogen van de jeugddans. 
Alle genomineerde gezelschappen, choreografen en dansers hebben volgens de jury’s een uitzonderlijke artistieke kwaliteit geleverd.
De Nederlandse Dansjury bepaalt de genomineerden en de winnaars van de VSCD Dansprijzen. De jeugddansjury beoordeelt sinds 2021 de dansvoorstellingen voor een jong publiek, van 2 tot 18 jaar.

### Dansspeld
De Dansspeld komt voort vanuit het dansMuseum (Nederlandse Dansdagen) en is een teken van verdienste. Het is een onderscheiding voor personen die kennis, wijsheid en ervaring decennialang hebben overgedragen binnen het Nederlandse dansveld. Een symbool van continuïteit en cultureel geheugen, opgespeld op een actueel moment en daarmee verankerd voor volgende generaties. Ronald Wintjens directeur Nederlandse Dansdagen: “Hiermee vieren en eren we de waardevolle betekenis die een persoon heeft binnen het Nederlandse danserfgoed.''
Winnaars Dansspeld
- Wies Bloemen en Ed Wubbe | september 2024
- Nita Liem | september 2023
- Ton Wiggers | juni 2022
- Toer van Schayk | oktober 2021

### Jiří Kylián Ring
In 2006 werd aan Jiří Kylián gevraagd de Ring op termijn door te geven aan een kunstenaar die net als hij een inspirator en vernieuwer is binnen de danswereld. In 2008 gaf hij tijdens de Nederlandse Dansdagen de Ring door aan choreograaf Michael Schumacher, die werd geprezen om zijn ‘improvisatievermogen, het enthousiasme dat hij overdraagt aan jonge dansers en zijn gedreven samenwerking met kunstenaars uit andere kunstdisciplines’.
Het ontwerp van de Ring is van Hans Appenzeller en bestaat uit een set van 14 ringen, voor iedere letter van de prijs een ring. De ringen zitten op een ringmaatstok en zijn oplopend in maat. Degene die hem ontvangt mag een passende ring uitzoeken en deze ook houden wanneer hij of zij de prijs doorgeeft. Voor de lege plek op de ringmaatstok wordt een nieuwe ring gemaakt. De winnaar ontvangt ook een financiële stimulans van vijfduizend euro van de Kylián Foundation.
In 2024 ontving Paul Bronkhorst de ring uit de handen van Marco Goecke. In 2026 is het aan Bronkhorst om de volgende kunstenaar te selecteren aan wie hij de ring zal overhandigen. 
Winnaars Jiri Kylián Ring
- 2006 - Jiří Kylián
- 2008 - Michael Schumacher
- 2010 - Ellen Knops
- 2012 - Ingrid Wolff
- 2014 - Janine Dijkmeijer
- 2016 - Ton Wiggers & Roel Voorintholt
- 2018 - Alexandra Radius en Han Ebbelaar
- 2020 - Marian Sarstädt
- 2022 – Marco Goecke
- 2024 - Paul Bronkhorst

### De Châtel Award
Sinds 2001 reikt de stichting Imperium (onregelmatig) een prijs uit. In eerste instantie was dat de Mirjam Bos prijs (ter ere van deze te vroeg overleden choreografe), voor mensen die een unieke meerwaarde leverden aan de danswereld. Later werd de prijs bekend als ITs Krisztina de Châtel Award voor de beste afgestudeerde choreograaf van een Nederlandse dansopleiding. Imperium gaf de prijs in 2018 opnieuw vorm, onder de naam De Châtel Award. Tijdens Het Nederlandse Dansdagen Gala 2018 is voor het eerst de De Châtel Award uitgereikt. Ter gelegenheid van De Châtel’s 75ste verjaardag gaf Krisztina de Châtel de prijs aan Florentina Holzinger.
Holzinger maakte de afgelopen jaren indruk met haar explosieve en sterk fysieke performances. Via haar radicale lichamelijkheid levert zij stevige kritiek op de westerse consumptiemaatschappij.

## dansWEB
Een belangrijk onderdeel van de missie van de Nederlandse Dansdagen is de samenleving met dans in beweging te brengen rondom maatschappelijke thema’s. Om deze missie uit te dragen en kracht bij te zetten heeft ND samen met een breed netwerk aan partners dansWEB ontwikkeld.

### De kracht van dans
Het doel van dansWEB is om iedereen toegang tot dans te geven. Vooral groepen voor wie toegang tot dans niet zelfsprekend is en waarvoor de kracht van dans een positief effect kan hebben. Iedereen kan via dansWEB in beweging komen op een manier die bij hem of haar past. Omdat dans en beweging ieder mens plezier kunnen geven. Omdat ze je bewust maken van je lijf en wat dat allemaal kan. Omdat je lijf soms kan vertellen wat je niet in woorden kunt vangen.
Met dansWEB laten we ouderen, mensen met een beperking en kinderen en jongeren in het speciaal onderwijs de kracht van dans zelf ervaren, als communicatiemiddel en instrument om je te uiten. Als kennismaking met dans óf als verdieping van de danservaring activeren we zo diverse gemeenschappen in Maastricht.

### De kracht van samenwerking
We bundelen de krachten met de ouderenzorgkoepels Envida en Sevagram, Cultuurmakers Maastricht, Stichting Adelante en Villa PiP en (speciaal) onderwijsspecialisten van de Maasgouw (Adelante) en Kaleidoscoop als verbinder naar het Zuid-Limburgse onderwijs. Daarnaast werken we met een aantal dansgezelschappen met een specialisatie in het werken met ouderen, met mensen met een beperking of met kinderen. De ervaring van PRA Muziektheater, DADOdans en SALLY Dansgezelschap Maastricht is van grote waarde binnen dansWEB. Andere dansinhoudelijke partners zijn verschillende dansvakopleidingen.
Met deze partners stellen we alle deelnemers in staat om mee te doen op een manier die bij hen past. Daartoe vinden er allerlei activiteiten plaats in hun eigen omgeving. Zoals bijvoorbeeld zorgcentra, speciaal onderwijsinstellingen of locaties voor ouderenzorg. Hier maakt dansWEB warming-ups, danscafés, workshops en voorstellingen mogelijk. Deelnemers spelen een actieve rol als kijker, deelnemer en maker, online en offline, alleen of met elkaar. Niemand hoeft stil te staan of zitten. Alles gebeurt onder begeleiding van professionals uit dans, zorg en speciaal onderwijs.